# Vereniging van Edelsmeden en Sieraadontwerpers
De vereniging van Edelsmeden en Sieraadontwerpers (VES) was een Nederlandse belangenvereniging voor edelsmeden en sieraadontwerpers.

## Geschiedenis
In 1974 werd de Bond van Oproerige Edelsmeden (BOE) opgericht door Marion Herbst, Françoise van den Bosch en een aantal medekunstenaars. Zij wilden meer aandacht voor het sieraad als kunstobject. De BOE bestond slechts één jaar en werd in 1975 opgevolgd door de VES. Onder meer Lous Martin (1984-1992) en Anneke Schat (1993-1995) zaten in het bestuur.

### Jubileumtentoonstelling
In 1986 organiseerde de VES de reizende tentoonstelling Sieraden, Images, die startte in het Singer Museum te Laren ter gelegenheid van het tienjarig bestaan van de vereniging. Na het Singer Museum was de tentoonstelling te zien in het Frans Hals Museum te Haarlem, het Gemeentemuseum Arnhem en de Beyerd te Breda. Daarna reisde de tentoonstelling verder door onder meer Scandinavië en Duitsland. Voor de tentoonstelling werden in 1985 kunstenaars opgeroepen vrij in te zenden, zo lang hun werk maar in relatie stond tot het menselijk lichaam. Inzendingen mochten buiten sieraden betrekking hebben op fotografie, kleding en performances. Aan de tentoonstelling namen de volgende kunstenaars met nieuw werk deel: Gijs Bakker, Peggy Bannenberg, Maria Blaisse, Onno Boekhoudt, Mecky van den Brink, Paul Derrez, Engelien van den Dool, Cecile van Eeden, Sita Falkena, Adri Hattink, Herman Hermsen, Rian de Jong, Beppe Kessler, Elly Kroon, Birgit Laken, Jacques Lemmens, Marijke de Ley, Lous Martin, Jan Matthesius, Coen Mulder, Bob van Orsouw, Liesbeth Rahder, Irene Rhemrev, Margot Rolf, Lia de Sain, Willy Sneeloper, Stef van de Ven, Ans Verdijk, Arie Vijfvinkel, Marcel Wanders, Marta de Wit, Lam de Wolf en Frank van Zwicht.

### Vervolg
In 1993 is VES verdergegaan onder de naam VES Vrije Vormgevers. Later werd de vereniging omgedoopt tot beroepsvereniging Vrije Vormgevers (bVV). In 2004 fuseerde de vereniging met de Beroepsorganisatie Nederlandse Ontwerpers (BNO). De archieven tot 1992 zijn ondergebracht bij het Rijksbureau voor Kunsthistorische Documentatie in Den Haag en bevatten onder meer stukken over tentoonstellingen, uitnodigingen, publicaties en krantenartikelen.